# Júliusi tézisek
A júliusi tézisek, hivatalos címén Propuneri de măsuri pentru îmbunătățirea activității politico-ideologice, de educare marxist-leninistă a membrilor de partid, a tuturor oamenilor muncii [Javaslat a politikai-ideológiai tevékenységnek, a párttagok, az összes dolgozók marxista-leninista nevelésének javítására vonatkozó intézkedésekről] Nicolae Ceaușescu 1971. július 6-án elmondott beszéde volt, amelyre feltehetően a párttitkárnak a Kínai Népköztársaságban és Észak-Koreában tett látogatásai hatottak. A beszéd egy kisebbfajta kulturális forradalom kezdetét jelezte a Román Szocialista Köztársaságban az 1960-as évek elején bekövetkezett enyhülés után. A Román Kommunista Párt támadást indított a kulturális autonómia ellen, és visszatért a szocialista realizmus elveihez. A humán tudományok és társadalomtudományok területén szigorúan megkövetelték a rendszerkonformizmust, és a nem alkalmazkodó értelmiségiek támadásoknak voltak kitéve. A szakmaiságot és az esztétikát az ideológia helyettesítette, a szakembereket propagandisták váltották fel, és a kultúra a kommunista propaganda eszközévé vált.
A júliusi tézisek végleges változata a Román Kommunista Párt hivatalos dokumentumaként jelent meg 1971. november elején.

## Előzményei
Az 1948-ban kezdődött kemény sztálinista korszak után az 1960-as évek elején kismértékű liberalizáció és desztalinizáció kezdődött. Gheorghe Gheorghiu-Dej, a Román Kommunista Párt első titkára csendben egy nemzeti kommunista vonalat követett, hogy csökkentse a Szovjetunió befolyását. A román kormány nagyobb szabadságot kezdett engedni, és kezdett jobban bánni polgáraival, ideértve a politikai elítéltek amnesztiáját, és nagyobb teret engedett a szólásszabadságnak. Gheorghiu-Dej 1965-ben bekövetkezett halála után Nicolae Ceaușescu lett az utódja, aki eleinte folytatta a liberalizációt. Ez a folyamat felgyorsult az RKP 1965. júliusban tartott IX. kongresszusa nyomán. Megjelent egy tehetséges ellenzéki író csoport, köztük Nichita Stănescu, Ana Blandiana, Gabriel Liiceanu, Nicolae Manolescu és Adrian Păunescu. Ezen túlmenően, az RKP Központi Bizottságának 1968. áprilisi plénumán Ceaușescu elítélte Gheorghiu-Dejt és rehabilitálta Lucrețiu Pătrășcanut, akit két nappal azelőtt végeztek ki, hogy Ceaușescu tagja lett a Politikai Bizottságnak, így ártatlannak vallhatta magát és elmozdíthatta fontos riválisát, Alexandru Drăghici-ot. A folyamat még több teret adott a műfészi kifejezésnek. Eugen Barbu Principele [A fejedelem]  című, 1969-ben megjelent regénye, noha a fanarióta korban játszódik, világosan Gheorghiu-Dejre utal, még egy csatornaépítésről is szó van benne, aminek sokan áldozatul estek az építők közül, utalva a Duna–Fekete-tenger-csatornára. Dumitru Radu Popescu F című regénya a szövetkezetesítés során elkövetett visszaéléseket mutatja be. Augustin Buzura Absenții [A hiányzók] című, 1970-ben kiadott regénye odáig ment, hogy egy fiatal orvos lelki válságának leírása során kritizálta a kortárs társadalmat.
A cenzúra továbbra is működött Romániában. Az 1956-os bukaresti diákmegmozdulásokban részt vevő és emiatt elítélt Alexandru Ivasiuc és Paul Goma mindketten regényt írtak börtönbeli tapasztalataikról és a szabadulás utáni beilleszkedésről. Goma Ostinato-ja a börtönélet mellett leírja a Securitate módszereit és a szövetkezetesítés túlzásait; a cenzor módosításokat kért, végül Goma 1971-ben Nyugat-Németországban jelentette meg a változatlan művet. Ivasiuc a Păsările [A madarak] című regényében eleget tett a cenzor kívánságának, hogy igazolja a főhős elítélését és pozitív színben tüntesse fel a titkosrendőrséget. Mindazonáltal a legtöbb író optimista módon úgy vélte, hogy az RKP szélesebb körű témaválasztást tesz majd lehetővé a szépirodalomban.
A Szovjetuniótól való függetlenség jegyében 1968. augusztus 21-én Nicolae Ceaușescu Bukarestben százezres tömeg előtt elmondott beszédében elítélte a csehszlovák belügyekbe való beavatkozást; ezzel egyrészt komoly népszerűséget szerzett, másrészt előrevetítette az elkövetkező időszak személyi kultuszát.
Az Amerikai Egyesült Államokkal való kapcsolatban enyhülés következett be; 1969 augusztusában Richard Nixon első amerikai elnökként a hidegháború idején Bukarestbe látogatott.

## Keletkezése és tartalma

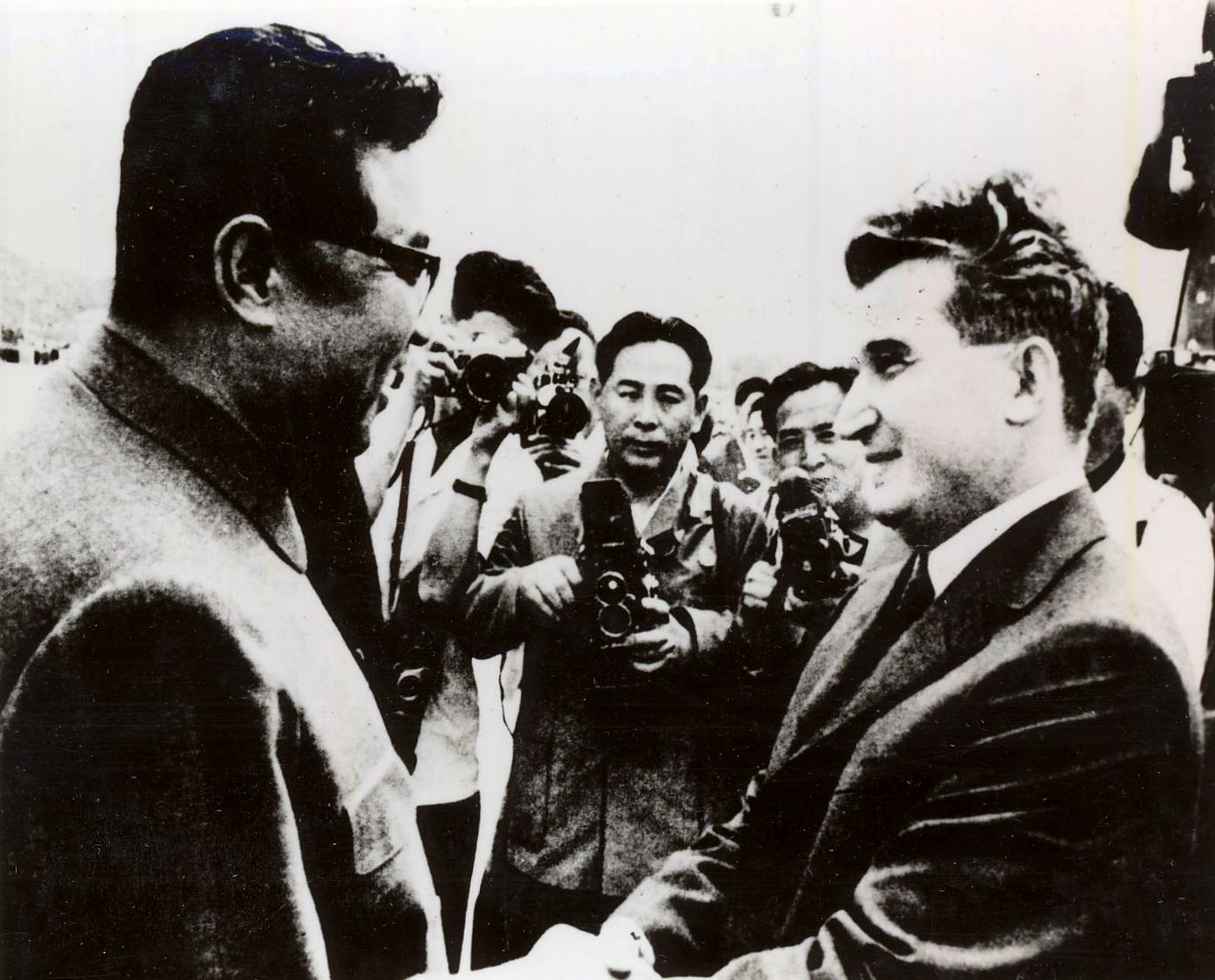
Kim Ir Szen és Ceaușescu találkozása 1971. június 15-én

1971-ben Ceaușescu állami látogatást tett a Kínai Népköztársaságban, Észak-Koreában, a Vietnámi Demokratikus Köztársaságban és a Mongol Népköztársaságban. Az ott látottak nagy hatást tettek rá, különösen a Koreai Munkapárt programjában szereplő teljes nemzeti átalakülás eszméje, illetve a kulturális forradalom. Hatott rá Kim Ir Szen és Mao Ce-tung személyi kultusza is. A dzsucse ideológia hatására arra törekedett, hogy az észak-koreai rendszert Romániába is átültesse.
Hazatérve Ceaușescu nyilvánosságra hozta téziseit, amelyek tizenhét javaslatot tartalmaztak. Ezek között volt: a párt vezető szerepének folyamatos növekedése, a pártban és a tömegek között végzett politikai nevelőmunka jobbítása; a szocializmust építő román nép nagy vívmányainak ismertetése; az ifjúság bevonása nagy építkezési projektekbe „hazafias munka” címszóval; a politikai-ideológiai nevelés erősítése az iskolákban, egyetemeken, valamint a gyermek- és ifjúsági szervezetekben; a politikai propaganda kiterjesztése a rádió- és televíziós műsorok ilyen célú irányításával, valamint a könyvkiadók, színházak, mozik, opera-  és balett-társulatok, művészeti egyesületek és művészeti produkciók „harcos, forradalmi” jellegének előmozdításával. Az 1965-ös liberalizációt elítélte; ennek nyomán újra létrehozták a betiltott könyvek jegyzékét.
Noha „szocialista humanizmus” címkével illették, a tézisek valójában visszatérést jelentettek a szocialista realizmushoz, amely az irodalom ideológiai alapját jelentette. A különbség annyi volt, hogy a történetírásba kevertek nacionalizmust is; egy másik júliusi beszédében Ceaușescu Nicolae Iorgát idézve kijelentette, hogy „„aki nem egész népének ír, az nem költő”, és magát a nemzeti értékek védelmezőjének állította be.

## Hatása
A tézisek közvetlen hatásaként számos alkotó (például Liviu Ciulei, Vlad Mugur, Szabó József, Taub János rendezők) az emigrációt választotta.
Noha az RKP vezetésének már korábban is voltak konfliktusai a Romániai Írószövetséggel, a csehszlovákiai intervenció elítélésével sikerült a párt oldalára állítani számos korábban apolitikus vagy éppenséggel ellenzéki értelmiségit, így a neo-sztálinizmus ígéretét hordozó tézisek sokkhatást jelentettek. Az RKP-nak szorosan kellett felügyelnie a tézisek végrehajtását, de ezt már nem tudta ugyanolyan hatékonysággal végezni, mint az 1950-es években. A régóta rendszerhű Zaharia Stancu és Eugen Jebeleanu, valamint a fiatal írónemzedék tagjai (Augustin Buzura, Adrian Păunescu, Marin Sorescu) közösen tiltakoztak. Leonid Dimov és Dumitru Țepeneag a Szabad Európa Rádióban ítélték el a javaslatokat, és Nicolae Breban, a România literară főszerkesztője, Nyugat-Németországban tartózkodva lemondott és a Le Monde-nak adott interjúban támadta a téziseket.
1971. decemberben megjelent egy törvény, amely megtiltotta minden olyan írás külföldi sugárzását vagy megjelentetését, amely sérthette az ország érdekeit. A román állampolgároknak megtiltották, hogy kapcsolatba lépjenek a külföldi médiával. Az államtitokról szóló, 1971-ben elfogadott törvény, illetve az 1974-es sajtótörvény rögzítette az újságírók és főszerkesztők személyes felelősségét a kiadványok tartalmáért. Tilos volt olyan anyagokat közzétenni és terjeszteni, amelyek támadást jelentettek a szocialista társadalmi rend, a Román Kommunista Párt és Románia Szocialista Köztársaság bel- és külpolitikájának elvei ellen vagy rágalmazták a párt és az állam vezetőségét.
1971-ben megszűnt a kulturális minisztérium, helyét a Szocialista Művelődési és Nevelési Tanács vette át, amely a kormányon kívül az RKP Központi Bizottságának is közvetlenül alá volt rendelve; feladata a júliusi tézisekben meghirdetett kulturális forradalom megvalósítása volt a művelődési és oktatási létesítmények irányítása és ellenőrzése által. Alárendeltségébe a kiadói főigazgatóság, nyomdaipari főigazgatóság, filmközpont, valamint a műemlékvédelmi és művészeti igazgatóság.
A homogén szocialista nemzet kialakításának céljával az oktatásban egyre inkább érvényesült az asszimilációs politika. 1973-tól a nemzetiségi nyelven oktató intézményekben kötelezővé vált a román tannyelvű osztályok indítása. A nemzetiségi nyelven oktató osztályok elindulását tanulói létszámhoz, ennek hiányában külön engedélyhez kötötték, a román nyelvű osztályok indításánál nem volt ilyen feltétel. A nemzetiségű tannyelvű iskolák tanári karában a megüresedő helyeket román nemzetiségű személyekkel töltötték fel.
A román nemzeti érzés fejlesztése érdekében 1973-ban elindult az Adrian Păunescu-féle Cenaclul Flacăra, 1976-ban a Megéneklünk, Románia fesztivál, 1977-ben a Daciada sportrendezvény. A bukaresti párttörténeti intézet a dákoromán kontinuitáselmélettel foglalkozott. Ugyanakkor egy bizonyos szellemi fellendülés is tapasztalható volt, számos új intézmény alakult, ezen belül magyar és német sajtótermékek, a Kriterion Könyvkiadó, a Román Televízió nemzetiségi adásai.
Az 1980-as években az életszínvonal romlott; ennek kompenzálására az ideológia a történelmi kiválóság és a nemzeti szuverenitás védelmét hirdette. A kötelező egyre nagyobb teret kaptak a folyóiratokban, kiadói tervekben és előadóművészetekben, kiszorítva az egyéb jellegű műveket; továbbá megszigorodott a kiadók ellenőrzése. 1985-ben megszűntek a Román Televízió kisebbségi nyelvű adásai, 1988-tól a településnevek kizárólag románul jelenhettek meg a kisebbségi nyelvű kiadványokban.
Az ország alkotmányában foglalt gyülekezési jog a júliusi téziseknek megfelelően csak a párt ideológiáját szolgáló népgyűlések, felvonulások, tömegrendezvények esetében működött, ugyanakkor az 1977. évi bányászmozgalmakat, illetve az 1987-es brassói tüntetést eltiporták.

## Fordítás
- Ez a szócikk részben vagy egészben  a   July Theses című angol Wikipédia-szócikk ezen változatának fordításán alapul.  Az eredeti cikk szerkesztőit annak laptörténete sorolja fel. Ez a jelzés csupán a megfogalmazás eredetét és a szerzői jogokat jelzi, nem szolgál a cikkben szereplő információk forrásmegjelöléseként.